# 奥雷略·德斯登塔多
奥雷略·德斯登塔多·博内特（西班牙語：Aurelio Desdentado Bonete，1944年3月29日—2021年3月19日），西班牙法官，曾任最高法院法官。

## 生平
1944年3月29日生于阿利坎特省埃爾切。长期从事律师工作。1986年3月6日被司法权总委员会任命为最高法院法官，直到2014年退休。他对劳动法有深入研究，曾任马德里自治大学和马德里卡洛斯三世大学的劳动法教授。
2021年3月19日因2019冠状病毒病逝世，终年76岁。

## 荣誉
- 圣雷蒙多·德佩尼亚福特大十字勋章（2013年）[6]

## 生平
1. ↑  Vicente Castaño, José. . Memoria Digital de Elche. Universidad Miguel Hernández. 2018-11-04  [2021-03-27]. （原始内容存档于2021-12-04） （西班牙语）. 参数|journal=与模板{{cite web}}不匹配（建议改用{{cite journal}}或|website=） (帮助)
2. ↑  . La Vanguardia. 1986-03-07  [2021-03-27]. （原始内容存档于2021-07-09） （西班牙语）.
3. ↑  . ABC. 2014-04-24  [2021-03-27]. （原始内容存档于2014-04-30） （西班牙语）.
4. ↑  Cruz Villalón, Jesús; Nogueira, Magdalena. . El País. 21 March 2021  [2021-03-27]. （原始内容存档于2021-07-09） （西班牙语）.
5. ↑  . El País. 2021-03-20  [2021-03-27]. （原始内容存档于2021-07-09） （西班牙语）.
6. ↑  . Boletín Oficial del Estado. 2013-12-06, (292): 97562  [2021-03-27]. （原始内容存档于2021-12-04） （西班牙语）.